# Agustín García (calciatore)
Augustín García Rodríguez (Zamora de Hidalgo, 1º gennaio 1973) è un ex calciatore messicano, di ruolo centrocampista.

## Carriera

### Club
Ha trascorso l'intera carriera nel campionato messicano.

### Nazionale
Ha vinto la CONCACAF Gold Cup nel 1996.